# 수성고등학교 (경기)
수성고등학교(水城高等學校)는 대한민국 경기도 수원시 장안구 정자동에 위치한 공립 고등학교이다.

## 학교 연혁
- 1954년 7월 7일 : 수성고등학교 설립인가(6학급)
- 1955년 4월 25일 : 개교
- 1973년 5월 23일 : 현 위치 신축교사로 이전
- 1974년 12월 31일 : 부설 방송통신고등학교 설립 인가
- 2014년 3월 1일 : 일반고 교육역량 강화사업(1년차)
- 2016년 3월 1일 : 학급 증설 인가(39학급)
- 2017년 3월 1일 : 교육과정 클러스트 운영(현대문학 감상)
- 2022년 9월 1일 : 제25대 박해오 교장 부임
- 2024년 1월 5일 : 제67회 졸업식 280명(연인원 27,846명)
- 2024년 3월 4일 : 제70회 입학식 322명

## 참고 자료
- 수성고등학교 - 한국교육학술정보원 학교알리미